# Domingos Martins de Bulhão
Domingos Martins de Bulhão (1220 -?) foi um nobre medieval do Reino de Portugal e 5.º senhor de Albergaria pelo casamento.

## Relações familiares
Foi casado com Aldonça Martins Xira (c. 1220 -?), 5.ª Senhora do Morgado da Albergaria de São Mateus, filha de D. Martim Xira (1200 -?), de quem teve:
1. Sancha Martins (1240 -?), 6.ª Senhora do Morgado da Albergaria de São Mateus, casada com Soeiro Fernandes (1220 -?), terceiro filho de Fernando Ermigues (de Baião) (c. 1150 - a. 1212), Cavaleiro, e de sua segunda mulher (c. 1198) Fruilhe Ermigues de Ribadouro (c. 1182 - ?), 3.ª Senhora do Morgado da Albergaria de São Mateus (?), filha de Pero Pais (1155 -?)
2. Dórdia Martins (1260 -?) casada por duas vezes, a primeira com Pedro Martins Botelho que foi alcaide-mór de Sortelha e a segunda com João Raimundo Portocarreiro.